# جورج كاري إغلستون
جورج كاري إغلستون (بالإنجليزية: George Cary Eggleston)‏ (26 نوفمبر 1839 - 14 أبريل 1911)؛ روائي أمريكي.